# Northumberland—Clarke
Pour les articles homonymes, voir Northumberland et Clarke.
Circonscription électorale fédérale du Canada
Northumberland—Clarke (auparavant Northumberland—Peterborough-Sud) est une circonscription électorale fédérale en Ontario.

## Géographie
La circonscription comprend :
- la ville de Cobourg ;
- les municipalités de Brighton, de Port Hope et de Trent Hills (en) ;
- la partie de la municipalité de Clarington située à l'est d'une ligne décrite comme suit : commençant à l'intersection de la limite nord de ladite municipalité avec un point situé sur la route régionale 20 à environ 44°03'33" de latitude N et 78°41'20" de longitude O; de là vers le sud suivant ladite route jusqu'au chemin de concession 10; de là vers l'est suivant ledit chemin jusqu'au chemin Darlington-Clarke Townline; de là généralement vers le sud-est suivant ledit chemin et ses prolongements intermittents jusqu'à l'autoroute 401 (autoroute Macdonald-Cartier, autoroute des Héros); de là vers l'est suivant ladite autoroute jusqu'au chemin Cobbledick; de là vers le sud-est suivant ledit chemin et son prolongement vers le sud-est jusqu'à la limite sud de ladite municipalité (lac Ontario) ;
- les cantons d'Alnwick/Haldimand (en), de Cramahe et de Hamilton (en) ;
- la réserve indienne d'Alderville First Nation (en).

Les circonscriptions limitrophes sont Bowmanville—Oshawa-Nord, Haliburton—Kawartha Lakes, Peterborough, Hastings—Lennox et Addington—Tyendinaga et Baie de Quinte.

## Historique
À la suite du découpage de la carte électorale de 2022-2023, la circonscription perd la partie de son territoire au nord du lac Rice (en) au profit de la circonscription de la nouvelle circonscription de Peterborough et est renommée Northumberland—Clarke. La population est estimée à 106 574 habitants.

## Députés
| Législature | Années        | Député          | Parti | Parti        |
| --- | ------------- | --------------- | ----- | ------------ |
| Northumberland—Perterborough-Sud issue d'une partie de Durham, Northumberland—Quinte West et Peterborough avant 2015 |               |                 |       |              |
| 42e | 2015–2019     | Kim Rudd        |       | Libéral      |
| 43e | 2019–2021     | Philip Lawrence |       | Conservateur |
| 44e | 2021–2025     | Philip Lawrence |       | Conservateur |
| Northumberland—Clarke                                                                                                |               |                 |       |              |
| 45e | 2025–en cours | Philip Lawrence |       | Conservateur |

### Résultats électoraux
Modèle:Élection générale canadienne de 2025 — Northumberland—Clarke